# Paolino I
Paolino I (... – Grado, 569) è stato un patriarca cattolico italiano, al tempo del Regno Longobardo.

## Biografia
Successore dell'arcivescovo Macedonio verso il 557, fu uno dei maggiori esponenti dello scisma tricapitolino. Riuscì a resistere a vari tentativi da parte di papa Pelagio I di farlo rimuovere dalla carica di patriarca di Aquileia.
Nel 568, per sottrarsi alla occupazione longobarda dell'Italia, fuggì a Grado; portò con sé anche il tesoro della Chiesa e le reliquie dei martiri aquileiesi, fra cui quelle del secondo vescovo di Aquileia, Ilario, e del suo diacono, Taziano.

## Genealogia episcopale
La genealogia episcopale è:
- Arcivescovo Macedonio
- Arcivescovo Vitale
- Patriarca Paolino I